# 奶盖茶
奶蓋茶，簡稱奶蓋，又稱奶霜茶、芝士奶蓋，是2000年代起源於臺灣的茶類飲料，為臺灣茶飲文化中奶茶中的分支。做法是將鮮奶、起司、奶油等加入茶中置於表層，也可將海鹽、提拉米酥、OREO 粉灑在其上，製作特殊口味。其口感滑順特殊，是除珍珠奶茶之外，臺灣具代表性的飲料之一，並流行至世界各處。
奶蓋最早出現在2002年。當時台灣正流行咖啡拉花手藝，受花式咖啡的影響和啟發，珍奶店進而將奶泡放在茶飲上，得到奶蓋茶。奶蓋茶上的奶泡通常是使用奶蓋粉、奶油、鮮奶、乳糖、海鹽、起司等，經過打發和調味而製成。隨著珍珠奶茶的流行，才演變成為的現在小有名氣的奶蓋茶系列。
奶蓋茶飲料由蓋不同茶飲連鎖專賣店首創，隨後貢茶等台灣多家奶茶店也陸續販售奶蓋飲品，使其更加廣為人知。

## 資料來源
1. ↑  .   [2022-10-23]. （原始内容存档于2022-10-23）.
2. ↑  .   [2022-10-23]. （原始内容存档于2022-03-27）.
3. ↑  .   [2022-10-23]. （原始内容存档于2022-10-23）.